# Tali Fahima
Tali Fahima (en hébreu : טלי פחימה ; née le 8 février 1976) est une militante pacifiste israélienne. Elle est jugée et condamnée du fait de ses contacts avec Zakaria Zubeidi, chef des Brigades des martyrs d'Al-Aqsa à Jénine. Elle considère sa nationalité comme palestinienne.

## Biographie
Tali Fahima, née le 8 février 1976, a grandi à Kiryat-Gat, une ville d’immigrants orientaux créée en 1954 en bordure du désert du Néguev. Elle est élevée par sa mère, juive originaire d'Algérie. 

### Engagement politique

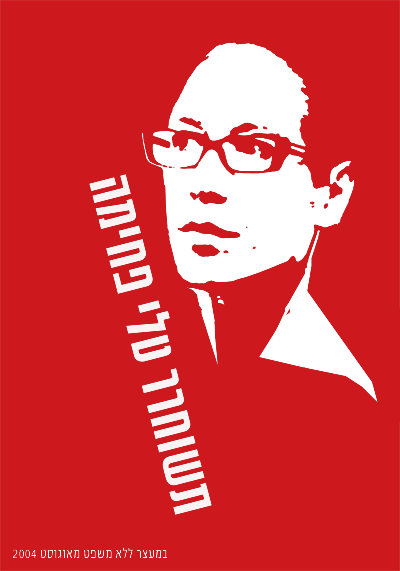
Sticker de Tali Fahima, 2005

Tali Fahima est, jusqu’en 2003, une partisane du Likoud et d'Ariel Sharon, tout comme sa famille. 
Au plus fort de la Seconde Intifada, elle a voulu comprendre ce qui poussait des jeunes Palestiniens à se faire exploser dans les bus et dans les restaurants israéliens. Pour aller au-delà des explications partiales délivrées par les télévisions israéliennes, Tali achète alors tous les journaux, navigue sur Internet, y rencontre des internautes arabes, avec qui elle mènera de longues conversations en anglais. Ces communications déclenchent les soupçons du service de sécurité intérieure, qui l'interroge sur ce subit intérêt. Elle est bouleversée par un reportage sur un théâtre pour les enfants palestiniens de Jénine fondé par une femme juive. Intriguée par le parcours de l'un de ses enfants, Zakaria Zubeidi, devenu un chef des Brigades des martyrs d'Al-Aqsa et « terroriste » recherché par les forces d'occupation israéliennes, Fahima s'entretient avec lui à plusieurs reprises à travers Internet. Il lui explique les raisons de sa transformation d’un militant pour la paix en un combattant : la mort de sa mère et de son frère, écrasés sous les ruines de leur maison par l'armée israélienne quand le camp de Jénine a été rasé par les bulldozers.  
Après avoir bravé les barrages militaires pour se rendre en territoire palestinien (parfois déguisée en Palestinienne), elle participe au projet des enfants palestiniens à Jénine et lève des fonds pour acheter livres et ordinateurs pour les enfants réfugiés. Sa démarche est incompréhensible pour l'immense majorité de la société israélienne, en dehors des milieux d’extrême gauche. Pour les institutions militaires et sécuritaires, c'est une trahison. 
Elle expliquera au sujet de cet engagement peu avant son arrestation : « J'ai voté Likoud toute ma vie. J'ai été éduquée dans la haine et la peur des Arabes. Je pensais que l'occupation était juste. Mais, lorsque j'ai découvert que ma liberté était assurée aux dépens de celle des Palestiniens, notamment ceux de Jénine, je n'ai pas pu l'accepter ». 
Elle apparait dans le film documentaire Les enfants d'Arna (en anglais, Arna's Children, réalisé par Juliano Mer-Khamis et Danniel Danniel), avec Zubeidi, avant qu’il ne soit emprisonné. 
Elle ne nie pas avoir rencontré plusieurs fois Zubeidi à Jénine, mais elle récuse toute participation dans des activités armées. En mars 2004, elle se déclare prête à agir comme un bouclier humain pour protéger Zubeidi, après l'assassinat de plusieurs de ses proches par l'armée israélienne. Toutefois, elle nie, comme Zubeidi, toute relation amoureuse entre eux. 
Employée comme secrétaire dans un cabinet d’avocats de Tel-Aviv, elle a été licenciée à cause de ses activités politiques, ce qui la contrainte à revenir vivre chez sa mère. 

### Arrestation et condamnation
Le 8 août 2004, Tali Fahima est arrêtée, afin d’être interrogée par des agents des services de sécurité puis placée en détention administrative pendant trois mois. Elle est inculpée en décembre 2004 d'assistance à l'ennemi en temps de guerre. 
Elle passe sept mois dans le plus total isolement, sous le régime de la détention administrative. Cette procédure d'exception permet d'emprisonner des années et sans procès toute personne supposée représenter un danger pour la sécurité de l’État israélien. Des milliers de Palestiniens et quelques militants israéliens ont été détenus sous ce régime, mais elle est la première femme juive à en être victime.
Elle est violemment dénigrée par les services de sécurité et les médias israéliens. Le cinéaste Juliano Mer Khamis, qui l'avait rencontré en 2003 pour le documentaire Les enfants d'Arna, témoigne : « On aura tout entendu sur Tali, elle a été démonisée, accusée d'avoir trahi 'la tribu' [le peuple juif], d'être une pute pour Arabes. A son époque, ma mère aussi a été insultée sur ce mode-là. » Pour l'historien et journaliste Joseph Algazy, « le fait que Tali soit une femme, séfarade, d'origine modeste et, par tradition familiale, marquée à droite a certainement aggravé son cas ». Sa famille n'est pas épargnée. Face à l'hostilité ambiante, Sarah, la mère, a dû quitter son appartement. Six de ses sept frères et sœurs ne lui parlent plus.
Le 23 décembre 2005, elle plaide coupable pour des accusations moins graves, admettant avoir eu des contacts avec un agent étranger avec l'intention de nuire à la sécurité. Elle admet également avoir transmis des informations à l'ennemi et violé une ordonnance interdisant l'entrée d'Israéliens dans les territoires contrôlés par l'Autorité palestinienne. 
Les accusations les plus graves à son encontre :aide à un ennemi en temps de guerre, soutien à une organisation terroriste et possession d'armes, sont abandonnées. Elle est condamnée à une peine de prison de trois ans.
Tali Fahima est libérée en janvier 2007, pour bonne conduite, avec un an de moins que sa peine initiale. Cependant, elle n'a pas le droit de quitter le pays, ni de contacter des étrangers, ni d'entrer dans les territoires de Cisjordanie sous contrôle palestinien — des restrictions similaires à celles imposées à Mordechai Vanunu après sa libération de prison.

### Poursuite du militantisme
Le 23 avril 2007, Tali Fahima participe à une cérémonie alternative pour le Jour de l'Indépendance d'Israël, allumant une torche en l'honneur de Zubeidi[réf. nécessaire].
Fahima vit dans le village arabe d'Ar'ara, dans le nord d'Israël, et travaille comme professeur d'hébreu.
Elle se convertit à l'Islam le 7 juin 2010, à la mosquée d'Umm al-Fahm[réf. nécessaire].
Elle considère sa nationalité comme palestinienne[réf. nécessaire]. 